# Neuilly-sur-Suize
Neuilly-sur-Suize ist eine französische Gemeinde mit 292 Einwohnern (Stand 1. Januar 2022) im Département Haute-Marne in der Region Grand Est (vor 2016 Champagne-Ardenne). Sie gehört zum Arrondissement Chaumont und zum Kanton Chaumont-3. Die Einwohner werden Néoviciens und Néoviciennes genannt.

## Geographie
Neuilly-sur-Suize liegt an der Suize, etwa sechs Kilometer südlich des Stadtzentrums von Chaumont. Umgeben wird Neuilly-sur-Suize von den Nachbargemeinden Chaumont im Nordwesten, Verbiesles im Nordosten, Luzy-sur-Marne im Osten, Foulain im Süden und Südosten sowie Richebourg im Westen und Südwesten. Durch den Südwesten des Gemeindegebietes verläufr die Autoroute A5.

## Bevölkerungsentwicklung
| Jahr                       | 1962 | 1968 | 1975 | 1982 | 1990 | 1999 | 2006 | 2011 | 2019 |
| Einwohner                  | 194  | 166  | 241  | 390  | 347  | 367  | 354  | 325  | 307  |
| Quellen: Cassini und INSEE |      |      |      |      |      |      |      |      |      |

## Sehenswürdigkeiten
- Kirche Saint-Pierre-Saint-Paul aus dem 16. Jahrhundert, seit 1929 als Monument historique eingeschrieben
- Schloss Neuilly-sur-Suize aus dem 16. und 18. Jahrhundert mit zahlreichen Umbauten im 19. und 20. Jahrhundert, seit 1991 in Teilen als Monument historique eingeschrieben
- Dreibögige Steinbrücke über die Suize, erbaut 1830, seit 1996 als Monument historique eingeschrieben